# 勇士龍屬
勇士龙属（学名：Batyrosaurus）是哈萨克斯坦中部晚白垩世（桑托阶至坎潘阶）博斯托贝组一属已灭绝的基础鸭嘴龙超科恐龙，只有一个种，罗氏勇士龙（Batyrosaurus rozhdestvenskyi）。它可能与阿斯坦龙是同一种生物，两者发现于同一地层，而后者则是个疑名。
模式种2012年由帕斯卡·伽德弗洛兹、弗朗科斯·埃斯居里、尤里·博洛茨基和帕斯卡林·劳特斯等人命名、叙述。属名指哈萨克英勇骑士（哈萨克语：Batyr），种名纪念古生物学家阿納托利·羅特傑斯特文斯基。
正模标本AEHM 4/1发现于阿库尔干附近Bostobinskaya组的一层中，该地层可追溯到坎潘阶至桑托阶，距今约8400万年。它由部分骨骼组成，包括部分颅骨、下颌、60颗单独牙齿、胸骨、右肱骨、左桡骨、掌骨和指骨。作者认为阿克尔干阿斯坦龙是一个疑名，因此没有归入其材料。
勇士龙是一种中等大小的鸭嘴龙科，大约有5到6米长。作者建立了其几个獨有衍徵：顶骨在其后部形成骨瓣，与上枕骨重叠，但不接触其侧面，并且自身被鳞状骨重叠。额骨拉长约70％。颧骨前支外侧可见泪沟融合线下方的水平深槽。上隅骨表面被一个孔穿过。
已知的材料中有一个约4厘米长的拇指爪。其中还有一个脑壳化石，其内表面显示出细小的动脉印痕，表明它几乎完全被脑组织填充。
系统发育分析表明，该属在鸭嘴龙超科中有一个基础的位置，在进化树中高于高吻龙，但低于原巴克龙。由于特提斯鸭嘴龙在他们的分析中是一种鸭嘴龙科，作者认为勇士龙龙是已知最年轻的非鸭嘴龙科的鸭嘴龙超科。这被视为一个迹象――不仅鸭嘴龙超科最初在亚洲发展，鸭嘴龙科也是如此，它们后来才迁移到北美。